# Беверлі (Массачусетс)
Беверлі (англ. Beverly) — місто (англ. city) в США, в окрузі Ессекс штату Массачусетс. Населення — 42 670 осіб (2020).

## Географія
Беверлі розташоване за координатами 42°33′31″ пн. ш. 70°50′38″ зх. д. / 42.55861° пн. ш. 70.84389° зх. д. (42.558498, -70.843822).  За даними Бюро перепису населення США в 2010 році місто мало площу 58,51 км², з яких 39,09 км² — суходіл та 19,42 км² — водойми.

## Демографія
Згідно з переписом 2010 року, у місті мешкали 39 502 особи в 15 850 домогосподарствах у складі 9566 родин. Густота населення становила 675 осіб/км².  Було 16641 помешкання (284/км²).
Расовий склад населення:
| - 93,3 % — білих - 1,7 % — азіатів - 1,6 % — чорних або афроамериканців - 0,2 % — корінних американців - 0,1 % — вихідців з тихоокеанських островів - 1,5 % — осіб інших рас |

До двох чи більше рас належало 1,6 %. Частка іспаномовних становила 3,5 % від усіх жителів.
За віковим діапазоном населення розподілялося таким чином: 19,5 % — особи молодші 18 років, 65,9 % — особи у віці 18—64 років, 14,6 % — особи у віці 65 років та старші. Медіана віку мешканця становила 40,1 року. На 100 осіб жіночої статі у місті припадало 90,1 чоловіків;  на 100 жінок у віці від 18 років та старших — 86,6 чоловіків також старших 18 років.
Середній дохід на одне домашнє господарство  становив 98 735 доларів США (медіана — 72 837), а середній дохід на одну сім'ю — 128 106 доларів (медіана — 95 632). Медіана доходів становила 70 724 долари для чоловіків та 50 461 долар для жінок. За межею бідності перебувало 8,0 % осіб, у тому числі 10,8 % дітей у віці до 18 років та 6,2 % осіб у віці 65 років та старших.
Цивільне працевлаштоване населення становило 21 750 осіб. Основні галузі зайнятості: освіта, охорона здоров'я та соціальна допомога — 29,4 %, науковці, спеціалісти, менеджери — 14,2 %, роздрібна торгівля — 11,8 %, мистецтво, розваги та відпочинок — 10,2 %.

## Відомі люди
- Філіп Вайлі (1902—1971) — американський письменник-фантаст та сатирик
- Девід Морс (* 1953) — американський актор.